# Front (Röda armén)
Front var den Röda arméns motsvarighet till en armégrupp.

## Fronter underandra världskriget
- Nordvästfronten
- Västfronten
- Sydvästfronten
- Sydfronten
- Brjanskfronten
- Centralfronten
- Voronezjfronten
- Stäppfronten
- Leningradfronten
- Volchovfronten
- 1:a baltiska fronten
- 2:a baltiska fronten
- 1:a vitryska fronten
- 2:a vitryska fronten
- 1:a ukrainska fronten
- 2:a ukrainska fronten
- 3:e ukrainska fronten
- 4:e ukrainska fronten